# Nuts (zorgverzekeraar)

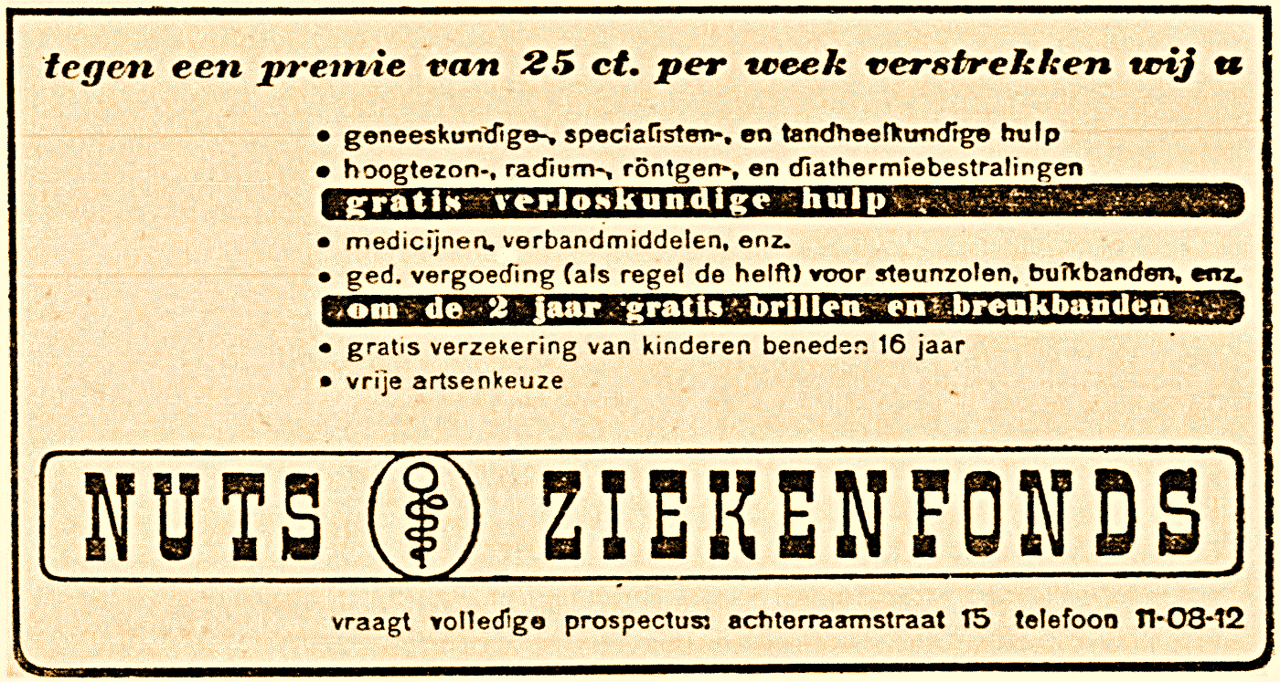
Reclame Nutsziekenfonds 1941

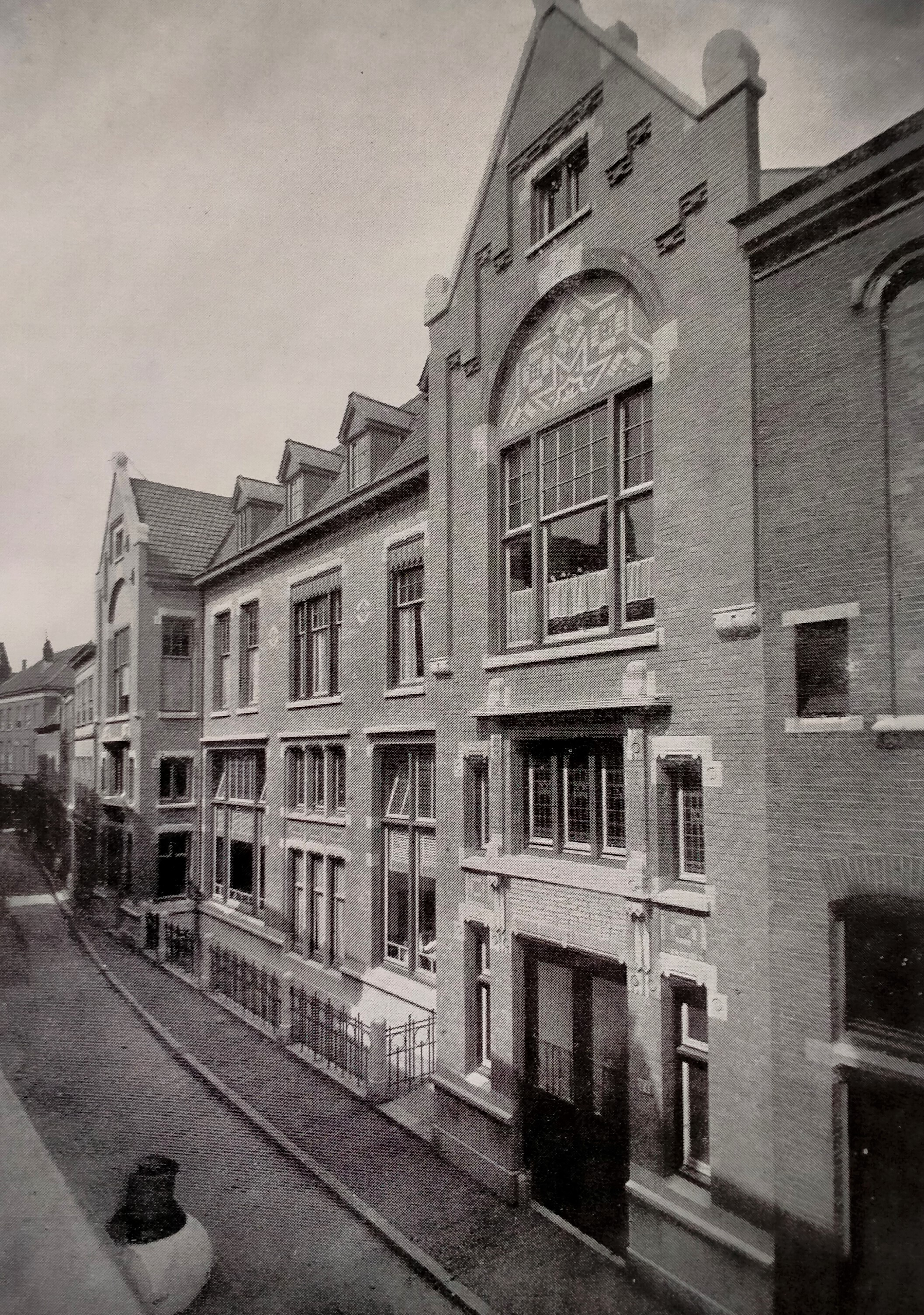
Administratiegebouw Raamstraat 20

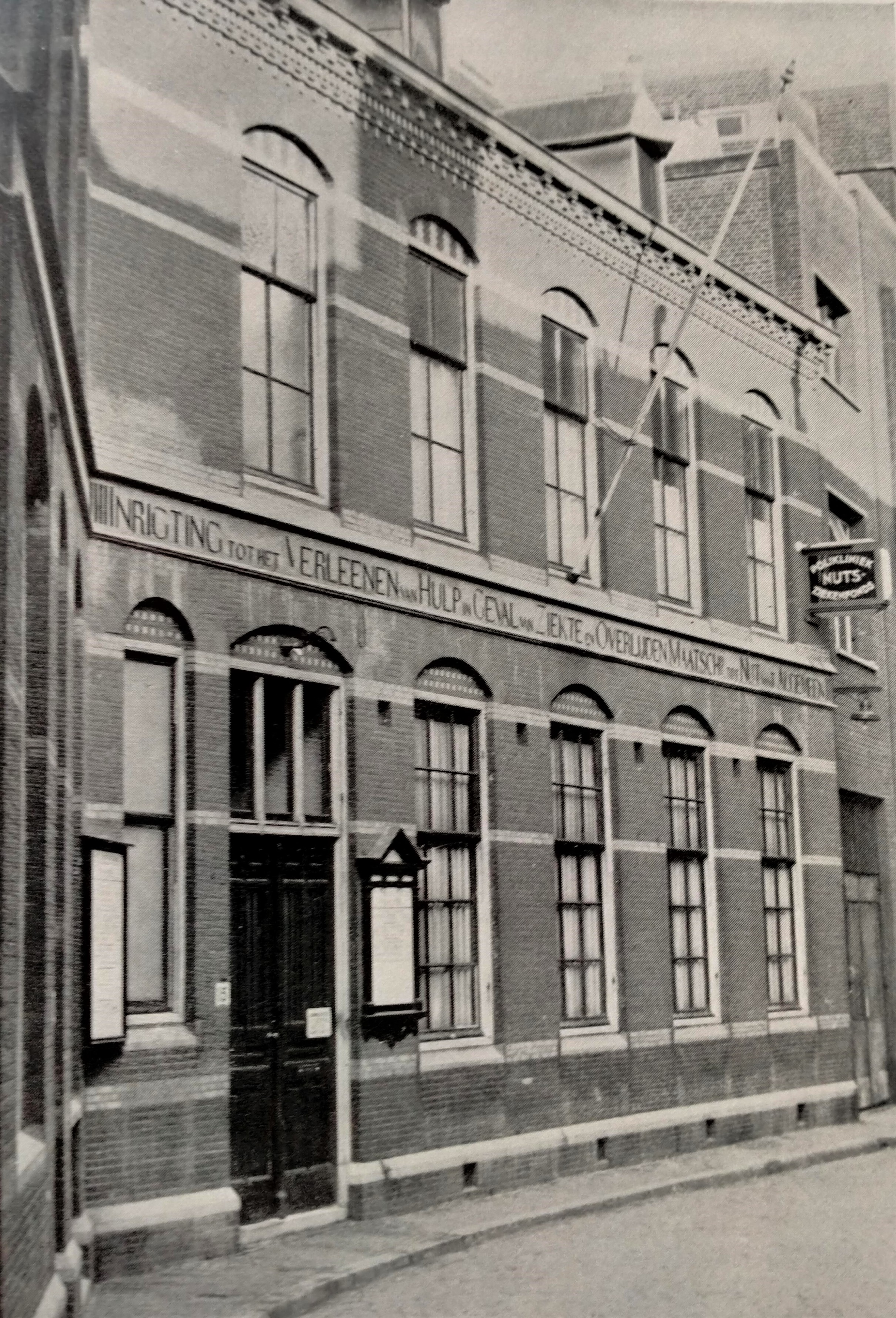
Polikliniekgebouw Achterraamstraat 15

Zorgverzekeraar Nuts had als basis het in 1848 gestichte Nutsziekenfonds. In de 20e eeuw werd daarvan afgesplitst het Nutsbegrafenisfonds en werd Nutsziektekostenverzekering opgericht. In 1994 fuseerde Nuts met OHRA tot Nuts-OHRA, dat in 1999 op zijn beurt fuseerde met Delta Lloyd tot Delta Lloyd Nuts Ohra.

## Nutsziekenfonds
Het Haags departement van de Maatschappij tot Nut van 't Algemeen benoemde in december 1847 een Raad van Administratie, die vanaf 1 januari 1848 de leiding vormde van eene inrigting tot het verleenen van hulp ingeval van ziekte en overlijden. Het Haags Departement hield het toezicht op de inrichting die later Nutsziekenfonds ging heten.
De doelgroep was de ‘minder gegoede klasse’. Voor 15 cent per week kreeg een gezin recht op doktershulp, geneesmiddelen, een uitkering bij ziekte (anderhalve gulden per week) en voor de erfgenamen een uitkering bij overlijden variërend van 20 tot 100 gulden afhankelijk van de duur van het lidmaatschap. Wie lid werd betaalde eenmalig een inleggeld van 30 cent.
 
Deze bedragen bleven de eerste zestig jaar min of meer op hetzelfde niveau, daarna zette een geleidelijke stijging in. Zo was in 1940 de weekpremie tot 25 cent gestegen.
In de praktijk werd al snel gesproken over het Nutsziekenfonds in plaats van de officiële lange naam, maar pas in 1916 werd Nutsziekenfonds als officiële naam in een akte vastgelegd. Vanaf 1923 stopte het ziekenfonds met het verzekeren van uitkeringen bij overlijden. De bestaande verplichtingen werden afgebouwd via natuurlijk verloop. Nieuwe verzekeringen bij overlijden werden ondergebracht in het Nutsbegrafenisfonds.
Het Ziekenfondsbesluit van 1941 betekende een verplichte ziektekostenverzekering voor loontrekkers met een inkomen onder een bepaalde grens. Alle ziekenfondsen kregen daardoor in korte tijd veel nieuwe aanmeldingen, bij Nuts zo’n 6000. Ze moesten die wet uitvoeren en daarin hadden ze geen ruimte meer voor eigen beleid.

## Tijdelijk eigen apotheken
Recepten werden bereid door apothekers die lid waren van het ziekenfonds en zij waren vertegenwoordigd in de Raad van Administratie. Het oprichten door het ziekenfonds van een eigen apotheek was niet in hun belang, maar een meerderheid van de Raad vond dat apothekers te weinig rekening hielden met het belang van de leden. In 1868 ging de eerste Nutsapotheek open in de Raamstraat 20. In 1892 volgde de tweede in de Anna Paulownastraat 21 en in 1907 de derde in de Van der Neerstraat 298. De apothekers-leden zegden in 1868 meteen hun medewerking en lidmaatschap op, later werd er toch weer met particuliere apothekers samengewerkt. De belangentegenstellingen waren minder scherp geworden. In 1915 ging de apotheek in de Anna Paulownastraat dicht, in 1936 werd die in de Van der Neerstraat opgeheven en in 1944 sloot die in de Raamstraat.

## Polikliniek en laboratorium
In 1901 werd besloten tot het oprichten van een eigen polikliniek. Aanleiding was de wens van specialisten om de gehele behandeling van patiënten zelf te doen en ook medicijnen voor te schrijven. Het reglement stond dat niet toe binnen de bestaande organisatie. De specialismen betroffen huidziekten, keel-, neus- en oorziekten, blaas- en geslachtsziekten, vrouwenziekten en orthopedie. In 1906 kwam er ook een afdeling tandheelkunde. In de loop van de tijd kwamen er meer specialismen bij en kon men er ook terecht voor kosteloze inenting tegen difterie, roodvonk, pokken, kinkhoest etc. Na 1960 is de kliniek opgeheven.

Eveneens in 1901 werd gestart met een eigen 'chemisch, microscopisch en bacteriologisch' laboratorium. Volgens het Nut waren ziekenfondsen onvoldoende meegegaan met de nieuwste ontwikkelingen in de medische wetenschap en met dit laboratorium wilde men als eerste ziekenfonds die achterstand inlopen. Naast onderzoek om te bepalen aan welke kwaal en patiënt leed, controleerde het laboratorium ook geneesmiddelen op kwaliteit en werden er geneesmiddelen bereid. Het laboratorium werd in 1945 opgeheven.

## Nutsbegrafenisfonds
De uitkering bij overlijden werd een zware last toen in 1866 een cholera-epidemie uitbrak met als gevolg veel sterfgevallen. Bovendien werd duidelijk dat de reservering voor de overlijdensuitkeringen te laag was, omdat de tabel met uitkeringen per leeftijdsgroep niet deskundig genoeg was opgesteld. Het reglement werd aangepast met een verbeterde tabel. De mensen die al voor 31 december 1871 lid waren geworden hielden de oude rechten en de reserve werd ondergebracht in fonds A. Nieuwe leden moesten na één jaar lidmaatschap een gezondheidsverklaring overleggen en hun wekelijkse 4 cent kwam in fonds B. In 1880 waren de fondsen op het peil dat men alle verplichtingen kon nakomen.

Na de invoering van de wet tot regeling van het levensverzekeringsbedrijf in 1923 vond het bestuur het wenselijk een aparte stichting in het leven te roepen met als doel het sluiten van overlijdensverzekeringen: het Nutsbegrafenisfonds. In 1948 bestond het 25 jaar en was het uitgegroeid tot het grootste onder de begrafenisfondsen in Nederland.

## Nutsziektekostenverzekering
Het Ziekenfondsbesluit van 1941 gaf voor loontrekkers met een inkomen boven de ziekenfondsgrens de mogelijkheid een vrijwillige ziekenfondsverzekering aan te bieden evenals eigen aanvullende verzekeringen. Daarin konden ziekenfondsen wel eigen beleid volgen. In 1953 richtte Nuts daarvoor de stichting Nutsziektekostenverzekering op, met als doelgroep de zogenoemde middengroepen, die grote behoefte hadden om de risico’s te dekken van ziekenhuisverpleging, specialistenhulp, sanatoriumverpleging, etc. Nutsziektekostenverzekering had heel Nederland tot werkgebied, in tegenstelling tot het Nutsziekenfonds, dat zich beperkte tot Den Haag en directe omgeving. 

## Schaalvergroting

### Ziekenfonds
In 1972 fuseerde Nutsziekenfonds met het veel grotere Algemeen Afdelings Ziekenfonds te ’s Gravenhage en Omstreken (AAZ), dat in 1917 was opgericht door de Nederlandsche Maatschappij tot bevordering der Geneeskunst. Samen hadden ze 300.000 verzekerden. In de jaren daarna volgden besprekingen met het Algemeen Ziekenfonds ‘De Volharding’ en Ziekenfonds ‘St. Johannes de Deo’ maar men werd het niet eens over de bestuurssamenstelling. In 1978 vormden AAZ-Nutsziekenfonds en St. Johannes de Deo samen het Algemeen Ziekenfonds Haaglanden. Tien jaar later probeerden Haaglanden en Azivo opnieuw het eens te worden. De besprekingen waren al in een vergevorderd stadium, toen Azivo zich alsnog terugtrok.

### Ziektekostenverzekering
De plannen van de overheid verkleinden de marges op de ziektekostenverzekeringen en dat was een sterke drijfveer tot overnames en fusies. In juli 1986 nam Nuts de ziektecontracten over die de ministeries Welzijn, Volksgezondheid en Cultuur (WVC) en Justitie anderhalf jaar eerder met verzekeringsmaatschappij De Centrale hadden gesloten. De Centrale had daar in korte tijd miljoenen op verloren. Nuts overkwam hetzelfde en zegde de contracten weer op. In 1991 fuseerde Nutsziektekostenverzekering (270.000 verzekerden) met Aegon Onderlinge Ziektekostenverzekering (200.000 verzekerden) tot Nuts-Aegon Ziektekosten. De ziektekostenpolissen van Delta Lloyd werden kort daarna ook bij Nuts ondergebracht. In 1993 fuseerde Nuts met OHRA en dat was voor Aegon een belangrijke reden om zich uit Nuts-Aegon Ziektekosten terug te trekken.

## Nuts OHRA
De fusie van Nuts met het in Arnhem gevestigde OHRA leverde een bedrijf op met 1,5 miljoen verzekerden. Beide bedrijven bleven in de nieuwe combinatie werken op hun eigen manier: Nuts via tussenpersonen, OHRA door rechtstreekse benadering van klanten. In 1995 werd er door de Ziekenfondsraad een onderzoek ingesteld bij Nuts. Daarin kwam naar boven dat Nuts bij leveranciers van hulpmiddelen kortingen bedong, maar het volle bedrag bij de AWBZ claimde. Nuts werd onder curatele gesteld en moest bijna drie miljoen gulden alsnog in de AWBZ-kas storten. De verantwoordelijke bestuurders werden ontslagen en Nuts kwam in de rode cijfers terecht, mede door slechte resultaten bij enkele grote verzekeringscontracten. De Ziekenfondsraad constateerde bovendien dat de automatisering en de administratie te wensen overlieten. Nuts OHRA had een sterke partner nodig en vond die in Delta Lloyd in 1999. Er volgde een fusie op basis van gelijkwaardigheid onder de naam Delta Lloyd Nuts Ohra.
In 2008 veranderde Delta Lloyd Nuts Ohra kortweg in Delta Lloyd Groep en daarmee verdween de naam Nuts uit de verzekeringswereld. Wel bleef hij bestaan in de naam van de Stichting Fonds NutsOhra. Deze stichting werd opgericht in 1999 na de fusie met Delta Lloyd, met als doel het steunen van projecten op het gebied van maatschappelijk welzijn.